# Theresa (Vorname)
Theresa ist ein weiblicher Vorname.

## Herkunft und Bedeutung
Die Herkunft des Namens Theresa lässt sich nicht mit Sicherheit klären.
Der Name geht zurück auf Therasia, die Frau von Paulinus von Nola (4./5. Jh.), seit dem Beginn des 11. Jahrhunderts ist die Schreibweise Teresa bezeugt.
Möglicherweise ist der Name auf den griechischen Lokativ Therasios, Therasia „Bewohner von Thera“ zurückzuführen. Diese Insel soll der Geburtsort der oben genannten Therasia gewesen sein, jedoch lässt sich weder die Herkunft noch die Etymologie bestätigen.
Darüber hinaus versucht man, den Namen mit folgenden altgriechischen Vokabeln in Verbindung zu bringen:
- θερίζω therízō „mähen“, „ernten“[3][4][5][6]
- θέρος théros „Sommer“[3][4][5]
- θηρεύω thēreúō „jagen“[5][3]
- θήρ thēr „Raubtier“[3]

## Verbreitung
Der Name Teresa bzw. Theresa wurde seit dem Beginn des 11. Jahrhunderts vergeben. Zunächst beschränkte sich seine Nutzung auf die christlichen Königreiche der Iberischen Halbinsel. Dort war es im späten 15. Jahrhundert der zehnthäufigste weibliche Vorname, der von 3 % aller Frauen getragen wurde. Erst nach der Heiligsprechung von Teresa von Ávila im 16. Jahrhundert verbreitete sich der Name auch außerhalb Spaniens.
Heute ist der Name Theresa überwiegend im englischen und deutschen Sprachraum verbreitet.
In den Vereinigten Staaten war der Name seit dem ausgehenden 19. Jahrhundert geläufig. Ende der 1920er und Anfang der 1930er Jahre erlebte die Popularität einen ersten Höhepunkt (Rang 48 in den Jahren 1928 und 1929). Nachdem die Beliebtheit zunächst leicht sank, nahm sie ab den späten 1940er Jahren wieder zu, sodass der Theresa von 1953 bis 1969 zu den 50 meistgewählten Mädchennamen zählte. Als höchste Platzierung erreichte er im Jahr 1956 Rang 32 der Histliste. Seit den 1970er Jahren sank die Beliebtheit des Namens zunächst leicht, dann immer stärker. Zuletzt erreichte der Name im Jahr 1981 eine Platzierung unter den 100 häufigsten Mädchennamen. Im Jahr 2002 verließ er die Top-500, bereits neun Jahre später auch die Top-100, die der Name seitdem nicht mehr erreichte (Stand 2023).
Ein ähnliches Bild zeigt sich auch in Kanada.
Der Name Theresa gewann in Österreich in den 1980er Jahren an Beliebtheit. Besonders in den 1990er Jahren wurde er häufig vergeben und erreichte dabei mehrfach Platzierungen in der Top-20 der Vornamenscharts. Nach der Jahrtausendwende sank die Popularität leicht, jedoch blieb der Name beliebt, und belegte im Jahr 2022 in den Vornamenscharts Rang 34.
In Deutschland war der Name bereits zu Beginn der 1950er Jahre beliebt, geriet dann jedoch außer Mode. In den 1980er Jahren stieg seine Popularität und übertraf die der 1950er Jahre. Obwohl seine Beliebtheit bereits in den 1990er Jahren etwas nachließ, blieb der Name geläufig. Zuletzt stand er auf Rang 93 der Vornamenscharts (Stand 2023). Dabei entschieden sich rund 89 % für die Schreibweise Theresa, nur etwa 11 % der Eltern wählten die Variante Teresa. Besonders beliebt ist der Name in Bayern. Hier stand der Name im Jahr 2022 auf Rang 37 der Hitliste.

## Varianten
- Bulgarisch: Тереза Teresa
- Dänisch: Teresa, Terese, Therese
  - Diminutiv: Thea
- Deutsch: Therese, Theresia, Theres
  - Diminutiv: Resi, Resa
- Englisch: Teresa, Therese
  - Diminutiv: Teri, Terri, Terrie, Terry, Tess, Tessa, Tessie, Tracee, Tracey, Traci, Tracie, Tracy, Tressa
  - Irisch: Toiréasa
- Finnisch: Teresa
- Französisch: Thérèse
- Italienisch: Teresa
  - Spätrömisch: Therasia
- Kroatisch: Tereza, Terezija
  - Diminutiv: Tena
- Litauisch: Teresa, Teresė
- Niederländisch: Theresia
  - Diminutiv: Tess, Tessa, Thera, Trees
- Norwegisch: Teresa, Terese, Therese
  - Diminutiv: Thea
- Polnisch: Teresa
- Portugiesisch: Teresa
  - Diminutiv: Teresinha
  - Brasilianisch: Tereza
    - Diminutiv: Terezinha
- Rumänisch: Tereza
- Schwedisch: Teresa, Terese, Teresia, Therese
  - Diminutiv: Tessan, Thea
- Serbisch: Тереза Teresa
- Slowakisch: Tereza, Terézia
- Slowenisch: Terezija
- Spanisch: Teresa
  - Diminutiv: Tere, Teresita
  - Baskisch: Terese
  - Katalanisch: Teresa
- Tschechisch: Tereza, Terezie
- Ungarisch: Terézia
  - Diminutiv: Teca, Teréz

## Namenstage
- 23. April: nach Teresa Maria della Croce
- 7. Juni: Maria Theresia de Soubiran
- 26. August: nach Teresa Jornet y Ybars
- 5. September oder 25. Dezember: Therese von Wüllenweber[15]
- 1. Oktober: nach Therese von Lisieux
- 15. Oktober: nach Teresa von Ávila

## Namensträger

### Theresa
- Theresa Andrews (* 1962), US-amerikanische Schwimmerin
- Theresa Bäuerlein (* 1980), deutsche Autorin und Journalistin
- Theresa Berkley († 1836), englische Domina und Bordellbesitzerin
- Theresa Berlage (* 1964), deutsche Schauspielerin
- Theresa Bernstein (1890–2002), US-amerikanische Malerin, Künstlerin und Autorin
- Theresa Betz (* 1988), deutsche Fußballspielerin
- Theresa Bielowski (* 1984), österreichische Politikerin (SPÖ), MdEP
- Theresa-Sophie Bresch (* 1992), deutsche Voltigiererin
- Theresa Breslin, schottische Schriftstellerin
- Theresa Breuer (* 1986), deutsche Journalistin, Fotografin, Filmemacherin und Aktivistin
- Theresa Cliff-Ryan (* 1978), US-amerikanische Radrennfahrerin
- Theresa Eichhorn (* 1992), deutsche Skilangläuferin
- Theresa von Eltz (* 1978), deutsche Filmregisseurin
- Theresa Eslund (* 1986), dänische Fußballspielerin
- Theresa Ferrara (1952–1979), US-amerikanische mutmaßliche Informantin der Mafia für das FBI
- Theresa Frostad Eggesbø (* 1997), norwegische Schauspielerin, Model und Sängerin
- Theresa Gattung (* 1962), neuseeländische Unternehmerin und Managerin
- Theresa Georgen (* 1946), deutsche Kunsthistorikerin und emeritierte Professorin
- Theresa Goell (1901–1985), US-amerikanische Archäologin und Bauforscherin
- Theresa Grabner (* 1984), österreichische Opern-, Operetten-, Oratorien-, Lied- und Konzertsängerin (Sopran)
- Theresa Mary Griffin (* 1962), britische Politikerin (Labour Party), MdEP
- Theresa Grillo Michel (1855–1944), italienische Ordensgründerin
- Theresa Gröninger (* 1993), deutsche Politikerin (CDU), MdBB
- Theresa Hahl (* 1989), deutsche Lyrikerin und Slam-Poetin
- Theresa Hak Kyung Cha (1951–1982), koreanisch-amerikanische Autorin sowie Installations- und Performancekünstlerin
- Theresa Hanich (* 1983), deutsche Schauspielerin
- Theresa Hannig (* 1984), deutsche Autorin
- Theresa Harris (1906–1985), US-amerikanische Schauspielerin
- Theresa Heyd (* 1980), deutsche Anglistin
- Theresa Hornich (* 1991), österreichische Eishockey-Spielerin
- Theresa Hübchen (* 1971), deutsche Schauspielerin
- Theresa Jordis (1949–2013), österreichische Rechtsanwältin, Vorstands-, Aufsichtsrat- und Verwaltungsratsmitglied in vielen österreichischen Unternehmen
- Theresa Kachindamoto (* 1958), malawische Inkosi des Distriktes Dedza, Malawi
- Theresa Kallrath (* 1987), schwedisch-deutsche Künstlerin
- Theresa Kalmer (* 1991), deutsche Politikerin (Bündnis 90/Die Grünen), Sprecherin der Grünen Jugend
- Theresa Keilhacker (* 1964), deutsche Architektin
- Theresa Kronthaler (* 1979), deutsche Opernsängerin in der Stimmlage Mezzosopran
- Theresa Lödermann (* 1956), deutsche Politikerin (Bündnis 90/Die Grünen), MdL
- Theresa Katharina Lubomirska (1685–1712), polnische Adlige
- Theresa Luke (* 1967), kanadische Ruderin
- Theresa Lükenwerk (* 1962), deutsche Bildende Künstlerin
- Theresa Concordia Maron (1725–1806), deutsche Malerin
- Theresa Martini (* 1989), österreichische Schauspielerin
- Theresa May (* 1956), britische Politikerin, Premierministerin (2016–2019)
- Theresa Merk (* 1989), deutsche Fußballtrainerin und ehemalige Fußballspielerin
- Theresa Merritt (1922–1998), US-amerikanische Musicaldarstellerin und Filmschauspielerin
- Theresa Mertens (* 1987), deutsche Synchronsprecherin
- Theresa Michalak (* 1992), deutsche Schwimmerin
- Theresa Grillo Michel (1855–1944), italienische Selige und Ordensgründerin
- Theresa Moser (* 1993), österreichische Triathletin
- Theresa Needham (1912–1992), US-amerikanische Clubbetreiberin, Förderin des Chicago-Blues
- Theresa Nelles (* 1982), deutsche Opern-, Oratorien-, Lied- und Konzertsängerin (Sopran)
- Theresa Palfi (* 1987), deutsch-österreichische Theaterschauspielerin
- Theresa Panfil (* 1995), deutsche Fußballspielerin
- Theresa Pöhls (* 1981), deutsche Journalistin und Moderatorin
- Theresa Prammer (* 1974), österreichische Autorin, Schauspielerin und Regisseurin
- Theresa Randle (* 1964), US-amerikanische Schauspielerin
- Theresa Rath (* 1991), deutsche Juristin, Schriftstellerin und Klimaschützerin
- Theresa Révay (* 1965), französische Schriftstellerin
- Theresa Riedl (* 1965), US-amerikanische Rennrodlerin
- Theresa Riess (* 1994), österreichische Schauspielerin und Jazzsängerin
- Theresa Rinecker (* 1964), deutsche evangelische Theologin
- Theresa Russell (* 1957), US-amerikanische Schauspielerin
- Theresa Saldana (1954–2016), US-amerikanische Schauspielerin
- Theresa Scholze (* 1980), deutsche Schauspielerin
- Theresa Schopper (* 1961), deutsche Politikerin (Bündnis 90/Die Grünen)
- Theresa Schwierske (* 1990), deutsche Schauspielerin
- Theresa Senff (* 1982), deutsche Radrennfahrerin
- Theresa Simon (* 1998), deutsche Basketballspielerin
- Theresa Sperling (* 1971), deutsche Schriftstellerin, Theaterautorin und Bühnenpoetin
- Theresa Stoll (* 1995), deutsche Judoka
- Theresa Amerley Tagoe (1943–2010), ghanaische Vizeministerin und Vizeregionalministerin der Greater Accra Region
- Theresa Tetteh (* 1986), ghanaische Badmintonspielerin
- Theresa Tona (* 1991), papua-neuguineische Taekwondoin
- Theresa Underberg (* 1985), deutsche Schauspielerin
- Theresa Villiers (* 1968), britische Politikerin (Conservative Party), Mitglied des House of Commons, MdEP
- Theresa Vilsmaier (* 1989), deutsche Filmschauspielerin
- Theresa Wagner (* 1995), deutsche Eishockeyspielerin
- Theresa Weir (* 1954), US-amerikanische Autorin
- Theresa Weld (1893–1978), US-amerikanische Eiskunstläuferin
- Theresa Wobbe (* 1952), deutsche Soziologin und Hochschullehrerin
- Theresa Zabell (* 1965), spanische Regattaseglerin

### Teresa
- Teresa Oliveira (* 1987), portugiesische Fußballschiedsrichterin

### Teresė
- Teresė Žižienė (1933–2022), Ärztin und Ehrenbürger der Rajongemeinde Jonava